# 統合主義
統合主義（とうごうしゅぎ、英語: Integralism）または統合ナショナリズム、英語: Integral nationalism）とは、ナショナリズムと有機体的一体論（英語: Organic unity）に関連したイデオロギーの1つである。

## 概要
統合主義は、社会階級の間の協業により社会的な相違と階層を守り、社会的および経済的な集団の間の闘争を超越する。統合主義は、イデオロギー的な代議制度の代わりに、労働組合やコーポラティズムや有機体的な政治的代議制度を提唱する。統合主義は、既存の国家のための最良の政治的制度は、国家の生息地の歴史や文化や風土によって異なると主張する。それはしばしば、「血と土」の保守主義と関連し、国民や国や国家を手段としてよりも目的や道徳的な善として主張する 。
「統合主義」という語はフランスのジャーナリストのシャルル・モーラスによって作られた。彼のナショナリズムの概念は、反リベラリズムと反国際主義で、個人的な利益よりも国家の利益を上位とした 。しかし統合主義は、排外主義や個別主義(en)とみなされており、ヨーロッパの状況ではファシズムの起源(proto-fascism)、南アメリカの状況ではファシズム類似(para-fascism)の一種という歴史的役割となったと考えられている。この関連性は議論が多く、いくつかの社会学者は統合主義は政治的な左翼と右翼の両方の要素を結合した政治的シンクレティズムと位置づけている。
統合主義は歴史的には、フランスやポルトガルの政治運動、カトリック、特にラテンアメリカにおけるファシズムなどに関連した。

## フランスの統合主義
統合主義は、シャルル・モーラスによって1894年に設立されたフランスのアクション・フランセーズ運動に特に関連した。

## カトリックの統合主義
カトリックの潮流では、統合主義という語は「反多元主義」の意味で使用されている。19世紀のイタリアで生まれたカトリックの統合主義の運動は、カトリックが全ての社会的および政治的な行動の土台となり、マルクス主義や世俗的ヒューマニズムなどの競合するイデオロギーを最小化または除去する事を主張した。しかしカトリックの統合主義は、国教やエラストス主義や、フランスでのガリカニスムは支持しなかった。

## ポルトガルの統合主義
ポルトガルでは、統合主義は王党派や伝統主義者の運動となった。

## 統合主義とファシズム
統合主義に対する批判や反対には、特にラテンアメリカにおいてファシズムに関連した運動となったとの主張がされている。しかし統合主義は労働組合や地域主義を強調するが、ファシズムは中央集権的な国家主義を守るという相違点も存在している。統合主義の考えを持つ伝統主義者やカトリック組織は、ファシズムの哲学的な基礎となった世俗主義や反聖職者主義や近代主義に、しばしば反対する。

## 参照
1. 1 2 3  Caldwell, Wilbur W. American Narcissism: the Myth of National Superiority. 2006, page 22-4
2. ↑  Adam, Thomas. Germany and the Americas: Culture, Politics, and History. 2005, page 561
3. ↑  Gingrich, André and Banks, Marcus. Neo-nationalism in Europe and Beyond: Perspectives from Social Anthropology. 2006, page 162-3
4. ↑  Kertzer, David I. Comrades and Christians: religion and political struggle in Communist Italy. 1980, page 101-2
5. ↑  Kallis, Aristotle A. Fascism Reader p. 313-317 2003 Routledge
6. ↑  Payne, Stanley A History of Fascism, 1914-1945, Routledge 1996.